# 哈爾迪
哈爾迪（1918年5月23日—1998年4月23日），已故印度尼西亞政治人物，於1957年朱安達內閣就職後擔任副總理，至1959年離職，此外還擔任過人民代表會議議員（即國會議員，1956年－1968年）、印尼駐越南大使（1976年－1979年）等職務。

## 生平
哈爾迪在1918年5月23日生於荷屬東印度中爪哇省巴蒂縣，擁有加查馬達大學的法學士學位。1942年日本佔領東印度群島，一年後他開始在巴蒂府衙任職，至1945年卸任，之後他還在阿達特（習慣法）調查所工作了一段時間。
1945年印尼宣布獨立後，哈爾迪以公務員的身分，奉派到中爪哇省和印尼共和國的臨時首都日惹工作，期間先後在經濟事務部和內政部任職，並於1950年獲得政府獎學金，到英國進修一年，直到1953年才離開政府，轉到私人企業工作。他在1946年加入印度尼西亞民族黨，之後先在1953年擔任雅加達省議會議員（任期至1954年），然後在1955年代表民族黨參加立法選舉，當選雅加達區的人民代表會議議員（即國會議員）。
自此之後，哈爾迪在國會裏擔任民族黨派系（黨團）的主席，被視為政壇的明日之星。1957年，哈爾迪加入朱安達內閣，擔任副總理，在1957年4月9日就職。在此期間，他曾率領代表團（後稱為「哈爾迪代表團」），代表印尼政府到亞齊和「伊斯蘭之家」運動的民兵進行談判，最終政府在1959年5月准許亞齊成立特區，保留伊斯蘭教法的地位。1959年，蘇卡諾總統解散制憲議會，推行有領導的民主體制後，哈爾迪也和朱安達內閣一起辭職。
1967年蘇哈托上台後，哈爾迪先在1968年離任國會議員:695，轉任最高評議院委員，然後在1970年辭去人民協商會議議員的職務。在這段期間，民族黨也在中爪哇省三寶壟召開黨大會，免去哈爾迪的中央领导委员会第一主席職務，把他逐出領導團隊，但仍然保留黨籍；1973年民族黨併入印度尼西亞民主黨後，他也成為了民主黨黨員。
1976年，哈爾迪獲任命為印尼駐越南大使，至1979年卸任。1970年代，蘇哈托經常任命軍官擔任駐外大使，卻沒有派軍官出使越南；向哈爾迪解釋原因時，他說他「還不能夠派軍官或者專業外交官擔任駐河內（越南）大使。」:334。出使越南期間，印尼政府希望越南能夠阻止難民潮，以及從柬埔寨撤軍，越南同意了前一點。九三〇事件之後，部分印度尼西亞共產黨（印尼共）黨員以「印尼共中央代表團」的名義在中國大陸活動；1976年，越南共產黨召開第四次全國代表大會，並計劃邀請「印尼共中央代表團」派員參加四大，但被哈爾迪循外交途徑勸阻，結果越共取消計劃，哈爾迪認為這是自己的功勞。在這個問題上，越南實行的是「兩面政策」，也就是越共承認印尼共，而政府不承認。四大之後，越南政府疏遠中華人民共和國，自此中越關係開始倒退，越南與印尼的關係則得到改善:334-335。
哈爾迪的妻子拉斯米佳·哈爾迪（Lasmidjah Hardi）在1998年3月10日逝世，他本人則在同年4月23日於雅加達逝世。

## 延伸閱讀
- . Yayasan Idayu. 1988 （印度尼西亚语）.——紀念哈爾迪的文集，在他晚年時出版